# Jennifer Beals
Jennifer Beals (ur. 19 grudnia 1963 w Chicago) – amerykańska aktorka i modelka, znana głównie z roli w filmie Flashdance (1983), która przyniosła jej nagrodę Image i nominację do Złotego Globu.

## Życiorys
Urodziła się w Chicago jako córka Irlandki, Jeanne Anderson, nauczycielki w szkole podstawowej, i Alfreda Leroya Bealsa, Afroamerykanina, który był właścicielem sklepu spożywczego. Ma dwóch braci, Bobby’ego i Gregory’ego. Jej ojciec zmarł, gdy miała 10 lat, jej matka wyszła ponownie za mąż. Uczęszczała do Francis W. Parker School. Ukończyła studia na wydziale literatury amerykańskiej na Uniwersytecie Yale.
W 1985 była nominowana do Złotej Maliny w kategorii Najgorsza aktorka za rolę w filmie Oblubienica Frankensteina. W 1995 wystąpiła w dwóch nowelach filmu Cztery pokoje. W serialu The L Word grała jedną z głównych ról – Bette Porter. Wystąpiła w My Name Is Sarah (2007) w roli Sarah Winston oraz w odcinku serialu Prawo i porządek (2007) jako Sofia Archer.
Jennifer Beals była żoną reżysera Alexandre’a Rockwella od 1986 do 1996. W 1998 wyszła za mąż za Kena Dixona, kanadyjskiego przedsiębiorcę, z którym ma córkę, urodzoną w 2005.

## Filmografia
- 2019 After  jako Karen Scoot
- 2017 Zanim odejdę jako Julie Kingston
- 2012 Lauren jako major Stone
- 2011 The Chicago Code jako Teresa Colvin
- 2010 Ride-Along
- 2010 Księga ocalenia (The Book of Eli) jako Claudia
- 2009 Magia kłamstwa (Lie to Me) jako A.U.S.A. Zoe Landau
- 2007 My Name Is Sarah jako Sarah Winston
- 2006 The Grudge – Klątwa 2 (The Grudge 2) jako Trish
- 2006 Troubled Waters jako agentka specjalna Jennifer Beck
- 2005 Przerwana cisza (Desolation Sound) jako Elizabeth
- 2004 Słowo na L (The L Word) jako Bette Porter
- 2004 Łapcie tę dziewczynę (Catch That Kid) jako Molly Phillips
- 2003 Ława przysięgłych (The Runaway Jury) jako Vanessa Lembeck
- 2003 Połamania nóg! (Break a Leg) jako Juliet
- 2002 13 księżyców (13 Moons) jako Suzi
- 2002 Chore pragnienia (They Shoot Divas, Don't They?) jako Sloan McBride
- 2002 Lawirant (Roger Dodger) jako Sophie
- 2001 The Big House jako Lorraine Brewster
- 2001 Party na słodko (Anniversary Partyo) jako Gina Taylor
- 2001 Cisza przed burzą (After the Storm) jako pani Gavotte
- 2001 Biesiada wszystkich świętych (Feast of All Saints) jako Dolly Rose
- 2001 Niepokorny (Out of Line) jako Jenny Capitanas
- 2000 Hollywood Goes to Hell jako ona sama
- 2000 Without Malice jako Samantha
- 2000 Turbulencja 2: Strach przed lataniem (Turbulence 2: Fear of Flying) jako Jessica
- 2000 Podzielony dom (A House Divided) jako Amanda Dickson
- 2000 Milicja (Militia) jako Julie Sanders
- 1999 Więcej niż randka (Something More)
- 1998 Ciało i dusza (Body and Soul) jako Gina
- 1998 Włamywacze (The Spree) jako Xinia Kelly
- 1998 Armia Boga II (The Prophecy II) jako Valery
- 1998 Rytmy nocy (The Last Days of Disco) jako Nina Moritz
- 1997 Nothing Sacred jako Justine Madsen Judd
- 1997 The Twilight of the Golds jako Suzanne Stein
- 1997 Pobożne życzenie (Wishful Thinking) jako Elizabeth
- 1995 Złodziej z Bagdadu (Arabian Knight) jako księżniczka Yum Yum (głos)
- 1995 Cztery pokoje (Four Rooms) jako Angela
- 1995 W bagnie Los Angeles (Devil in a Blue Dress) jako Daphne Monet
- 1995 Wybierz mnie (Let It Be Me) jako Emily
- 1994 Dead on Sight jako Rebecca Darcy
- 1994 Drogi dzienniku (Caro diario) jako ona sama
- 1994 Gdzie jest jednooki Jimmy? (The Search for One-eye Jimmy) jako Ellen
- 1994 Pani Parker i krąg jej przyjaciół (Mrs. Parker and the Vicious Circle) jako Gertrude Benchley
- 1993 Nocna sowa (Night Owl) jako Julia
- 1992 2000 Malibu Road jako Perry Quinn
- 1992 Indecency jako Ellie
- 1992 Terror Stalks the Class Reunion jako Virginia
- 1992 In the Soup jako Angelica
- 1992 Powrót ojca chrzestnego (Le Grand pardon II) jako Joyce Ferranti
- 1991 Blood and Concrete jako Mona
- 1990 Dr. M jako Sonja Vogler
- 1990 La Madonne et le dragon jako Patty Meredith
- 1990 Doktor M. (Docteur M) jako Sonja Vogler
- 1989 Pocałunek wampira (Vampire's Kiss) jako Rachel
- 1989 Sons jako Transtyta
- 1988 Decydująca runda (Split Decisions) jako Barbara Uribe
- 1988 Partita (La Partita) jako Olivia
- 1985 Oblubienica Frankensteina (The Bride) jako Eva
- 1983 Flashdance jako Alex Owens